# 吉列姆·比維斯

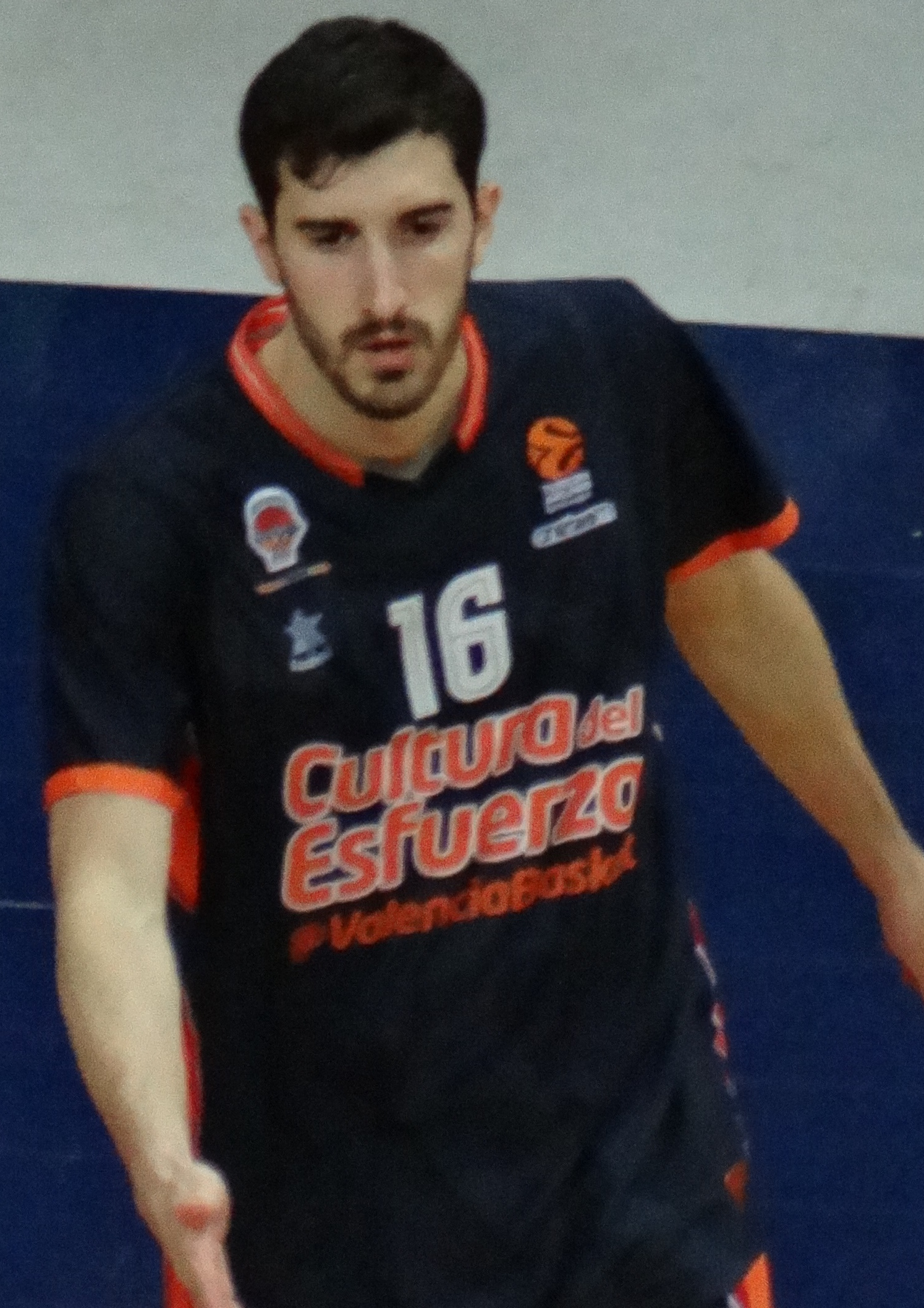

吉列姆·比維斯（西班牙語：Guillem Vives，1993年6月16日—），西班牙籃球運動員。他現在效力於西班牙籃球聯賽球隊瓦倫西亞。他也代表西班牙國家男子籃球隊參賽。